# Love Canal

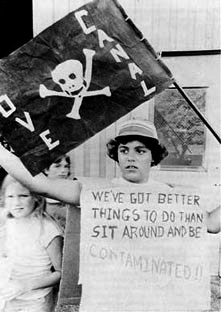
Protest gegen die Folgen des sorglosen Umgangs mit Chemieabfällen, die zu verheerenden Folgen für den Stadtteil führten, ca. 1978

Love Canal ist der Name eines Stadtviertels von Niagara Falls im US-Bundesstaat New York. „Love Canal“ bezeichnet gleichzeitig einen der ersten großen Giftmüllskandale, die das erwachende Umweltbewusstsein der 1970er Jahre nach Jahrzehnten sorglosen Umgangs mit Chemieabfall antrieben.

## Vorgeschichte

### Erstellung des Kanalteilstücks
Der Name leitet sich von dem Unternehmer William T. Love her, der in den frühen 1890er Jahren eine Modellstadt mit geplanten 600.000 Einwohnern errichten wollte. Ein Kanal sollte Schifffahrt zwischen Eriesee und Ontariosee ermöglichen, das Gefälle des Kanals sollte Wasserkraft für die geplante Ansiedlung vieler Industriewerke liefern. Love erreichte Finanzierungszusagen von Banken der Gruppe um John Pierpont Morgan und schloss einen Vertrag mit dem Bundesstaat New York, der ihm nicht nur die Beschaffung des Baugrundes für die geplante Stadt erlaubte, sondern auch die Genehmigung umfasste, dem Niagara River beliebig viel Wasser bis zum Trockenfallen der Niagarafälle zu entnehmen.
Das Projekt wurde zunächst durch die Depression der 1890er Jahre verzögert und zerschlug sich endgültig durch die fast zeitgleiche Entwicklung der Wechselstromtechnik durch Nikola Tesla. Damit war es möglich geworden, Wechselstrom aus Wasserkraft auf höheres Spannungsniveau transformiert über weite Strecken zu transportieren und dezentral zu nutzen. Eine wirtschaftliche Grundlage für Loves Projekt einer Industriezentralisierung um einen gewaltigen Mühlkanal herum war nicht mehr gegeben und die Arbeiten wurden eingestellt, nachdem ein Kanalgraben von etwa 1,5 km Länge und 20 m Breite gegraben worden war.
Loves Projektgesellschaft wurde liquidiert, wobei die letzten Grundstücke noch in den 1920er Jahren verkauft wurden.

### 1920–1942: Nutzung des Kanalgrabens als Mülldeponie
Der Kanalgraben und die umliegenden Grundstücke wurden 1920 versteigert und von der Stadt Niagara Falls erworben, die den Kanal als Mülldeponie für ihre florierende Chemieindustrie zur Verfügung stellte. Auch die Armee der Vereinigten Staaten nutzte die Deponie, um Abfälle aus Versuchen mit chemischen Kampfstoffen zu vergraben.

### 1942–1952: Intensivierung der Nutzung als Giftmüllabladeplatz durch Hooker
Ab 1942 weitete die Firma Hooker Chemical and Plastics Corporation, die 1968 von Occidental Petroleum gekauft wurde, die Ablagerung giftiger Abfälle wesentlich aus. Sie erwarb das Gelände 1947 und lagerte bis 1952 rund 14.000 Kubikmeter Giftmüll in den Kanalgraben ein. Dann war die Kapazitätsgrenze erreicht und Hooker brachte eine Dämmschicht aus Tonerde auf und brachte den Kanal auf Umgebungsniveau. Das Gelände wurde damit für weitere Müllablagerung geschlossen.

## Besiedelung des Geländes

### Kauf durch die Schulbehörde und Schulbau
Da Niagara Falls aufgrund des „Babybooms“ stark wuchs, war die Schulbehörde stark an billigem Baugrund für eine Grundschule interessiert und trat in Verhandlungen mit Hooker Chemical. Diese weigerten sich zunächst zu verkaufen und versuchten danach, eine ausschließliche Nutzung der Fläche als Parkplatz festschreiben zu lassen. Hooker Chemicals gab das Land schließlich zum symbolischen Kaufpreis von einem US-Dollar ab, nachdem die Schulbehörde mit Enteignung gedroht hatte – nicht jedoch, ohne vor den Mitgliedern der Schulbehörde acht Probebohrungen durchzuführen, von denen zwei tatsächlich auf Chemikalien stießen. Im Kaufvertrag wurde ein Haftungsausschluss für Hooker ausdrücklich festgehalten und vor Problemen bei der Bebauung gewarnt.
Der Standort der geplanten Schule musste während der Bauarbeiten verschoben werden, weil am ursprünglichen Ort chemikaliengefüllte Gruben entdeckt wurden. Der neue Standort befand sich direkt über der ehemaligen Giftmülldeponie. Bei den Schachtarbeiten wurde die Tonschicht, die Hooker hatte anbringen lassen, durchbrochen.

### Bau eines Wohnviertels
1957 wurde das Gelände für die Bebauung mit preisgünstigen Wohnungen und Einfamilienhäusern erschlossen. Die Bebauung war bis Ende der 1960er Jahre weitgehend abgeschlossen. Die neuen Eigentümer wurden nicht über die Giftmülldeponie unter ihren Eigenheimen aufgeklärt.

## Anwohnerinitiative und Umsiedelung
Die Bewohner begannen bald, sich zu beklagen. Seltsame Gerüche traten auf, in den Gärten traten chemische Substanzen an der Erdoberfläche aus. Kinder in der Grundschule schienen ständig krank zu sein. Statistische Auswertungen ergaben eine überhöhte Zahl von Krebsfällen und Fehlbildungen in dem betroffenen Gebiet.
Ab 1978 begann eine Anwohnerinitiative unter Führung von Lois Gibbs, die Love Canal Homeowner’s Association, die Untersuchung der Probleme zu fordern. Dabei wurden die bis dahin verschwiegenen Gefahren bekannt. Die Anwohnerinitiative versuchte daraufhin, die Verantwortung von Hooker Chemical nachzuweisen. Dabei hatte sie nicht nur gegen Occidental Petroleum, die Muttergesellschaft, zu kämpfen, sondern auch gegen alle beteiligten Behörden. Es gelang aber, die Aufmerksamkeit von Presse und Fernsehen auf den Skandal zu lenken, so dass Präsident Jimmy Carter das Gelände am 7. August 1978 zum Katastrophengebiet erklärte. Eine Umsiedelung der Betroffenen erfolgte aber erst ab 1980. Die Grundschule und ein großer Teil der Wohngebiete auf und direkt neben dem Kanalgraben wurden abgerissen. Einige ältere Bewohner entschlossen sich allerdings, in ihren Häusern zu bleiben.
Die erfolgreiche Pressearbeit der Anwohnerinitiative wurde zum Vorbild für Umweltgruppen in der ganzen westlichen Welt.
Love Canal war einer der Auslöser zur Verabschiedung des Comprehensive Environmental Response, Compensation, and Liability Act, der die Gründung des Superfund-Programms für die Sanierung von Altlasten ermöglichte.

## Erwähnungen in Film und Literatur
Im Spielfilm Tootsie mit Dustin Hoffman wird in einem Nebensatz kurz an die Ereignisse erinnert.
Auch in Erin Brockovich mit Julia Roberts kommt ihr Chef Ed Masry in der Versammlung der Betroffenen im Zusammenhang mit der Sammelklage und deren Erfolg auf die juristischen Nachwirkungen zu sprechen.
Der Umweltskandal spielt ebenfalls in dem 2004 erschienenen Roman Niagara von Joyce Carol Oates eine Rolle.